# Kanton Thèze
Thèze is een voormalig kanton van het Franse departement Pyrénées-Atlantiques. Het kanton maakte deel uit van het arrondissement Pau. Het werd opgeheven bij decreet van 25 februari 2014, met uitwerking op 22 maart 2015. Alle gemeenten werden opgenomen in het nieuwe kanton Terres des Luys et Coteaux du Vic-Bilh.

## Gemeenten
Het kanton Thèze omvatte de volgende gemeenten:
- Argelos
- Astis
- Aubin
- Auga
- Auriac
- Bournos
- Carrère
- Claracq
- Doumy
- Garlède-Mondebat
- Lalonquette
- Lasclaveries
- Lème
- Miossens-Lanusse
- Navailles-Angos
- Pouliacq
- Sévignacq
- Thèze (hoofdplaats)
- Viven